# Pfarrkirche Pürgg

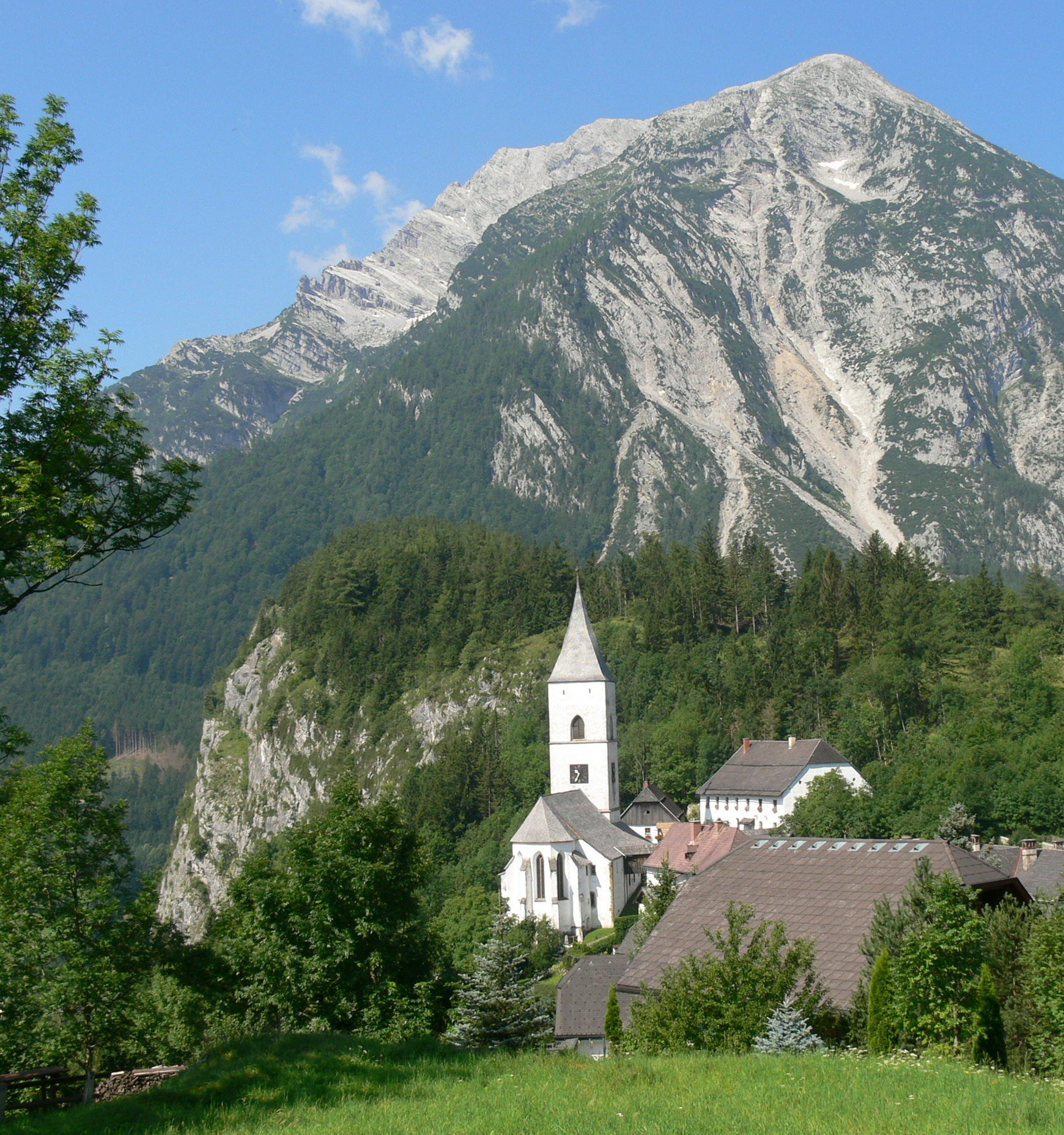
Katholische Pfarrkirche hl. Georg in Pürgg vor dem Grimming

Die Pfarrkirche Pürgg steht in der Ortschaft Pürgg in der Gemeinde Stainach-Pürgg im Bezirk Liezen in der Steiermark. Die dem Patrozinium hl. Georg unterstellte römisch-katholische Pfarrkirche gehört zum Dekanat Oberes Ennstal – Steirisches Salzkammergut der Diözese Graz-Seckau. Die seit fast 900 Jahren existierende Kirche steht unter Denkmalschutz (Listeneintrag).

## Lage
Die Kirche und der sie umgebenden Friedhof und das benachbarten Pfarrhaus stehen am Ende einer von der Hauptstraße des Dorfes nach Südwesten abzweigenden 150 Meter langen Sackgasse und damit auch am Südwestende des Ortes. Sie liegt malerisch bei 770 m Seehöhe am Rande eines Hochplateaus über dem Ennstal und gegenüber dem Ostabfall des 2351 m hohen Grimming.

## Geschichte
Die Kirche in Pürgg wurde am 17. Juli 1130 vom Seckauer Bischof Wocho geweiht. Sie war ein dreischiffiger romanischer Bau mit einem Turm über dem Chorquadrat. Diese Dreischiffigkeit ist auch heute noch vorhanden. Bei der am Anfang des 14. Jahrhunderts beginnenden Gotisierung wurde der Turm über dem Chor durch einen mächtigen Turmbau an der Westseite ersetzt. Auch der Chorraum wurde im gotischen Stil erneuert. Dessen Weihe erfolgte 1324. Unter dem Chor wurde ein Karner errichtet, der insbesondere durch den starken Abfall des Geländes vom Turm zum Chor ermöglicht wurde. Die runden Apsiden der Seitenschiffe wurden beibehalten. Die Wölbung der ehemals flach gedeckten Schiffe erfolgte im 15. Jahrhundert. Auf der ehemaligen Familiengruft der Grafen Stainach wurde 1904 die Grufthalle der Grafen Lamberg an die Westfassade angefügt.

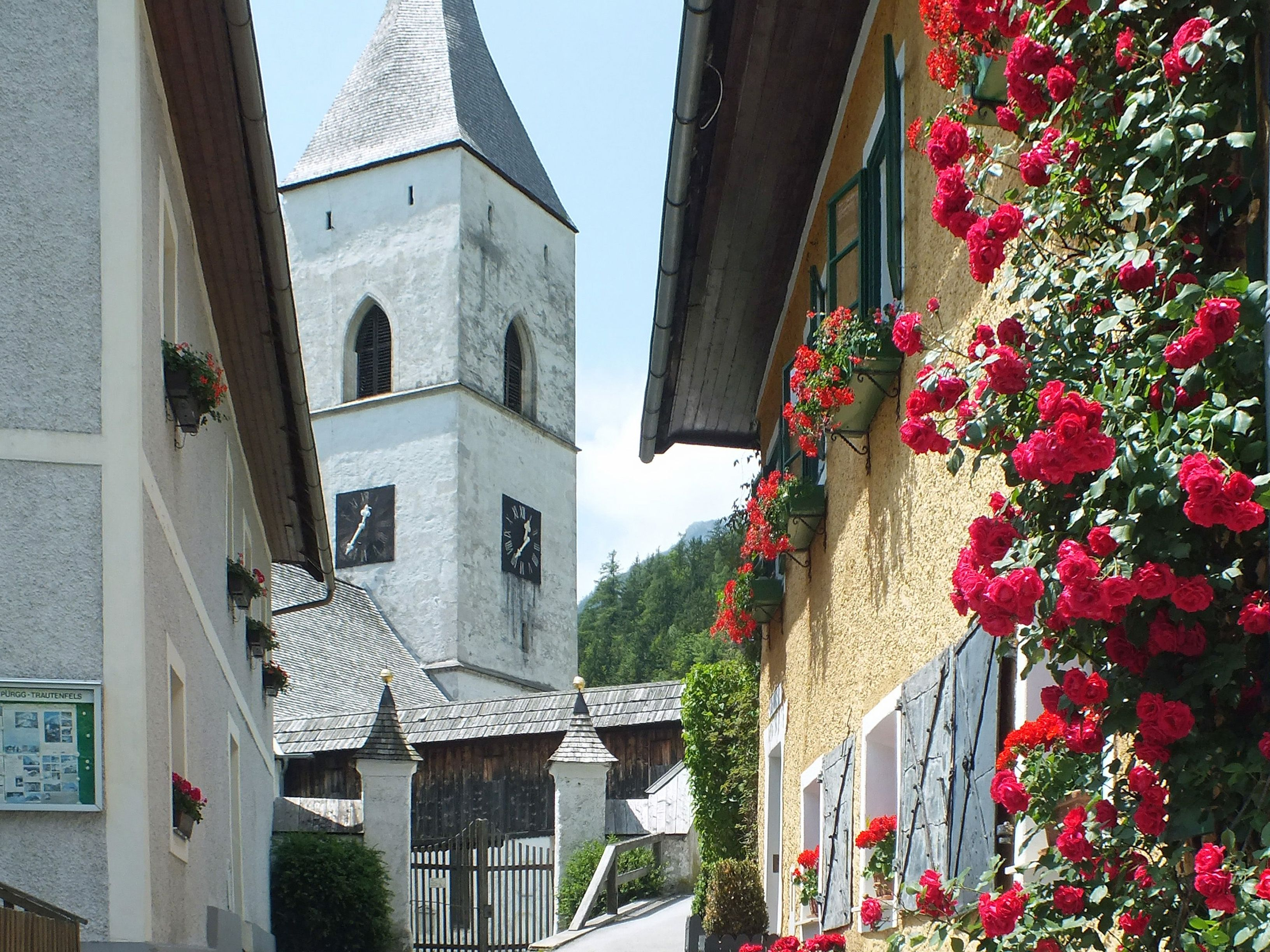
Gotischer Turm
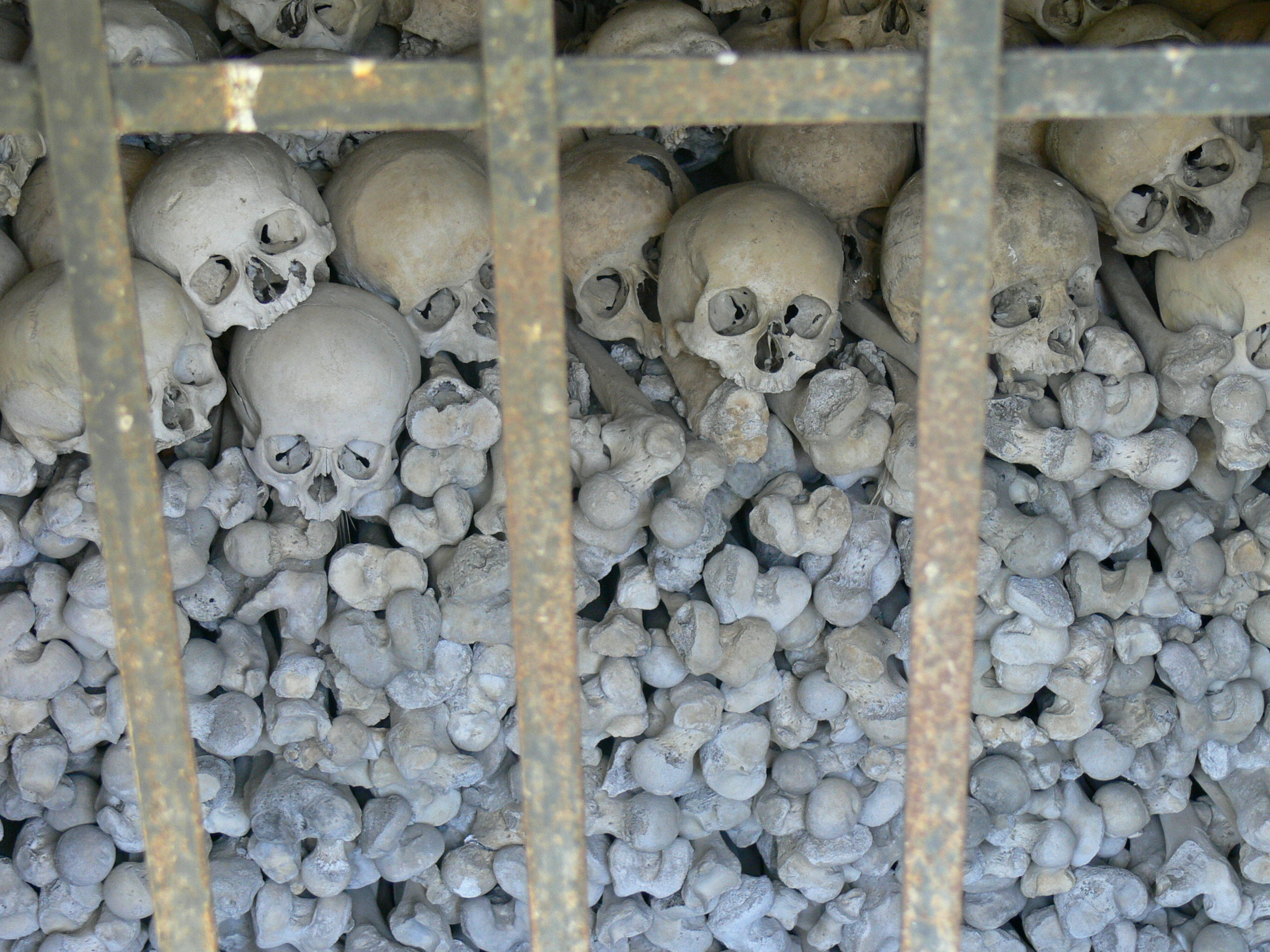
Gebeine im Karner
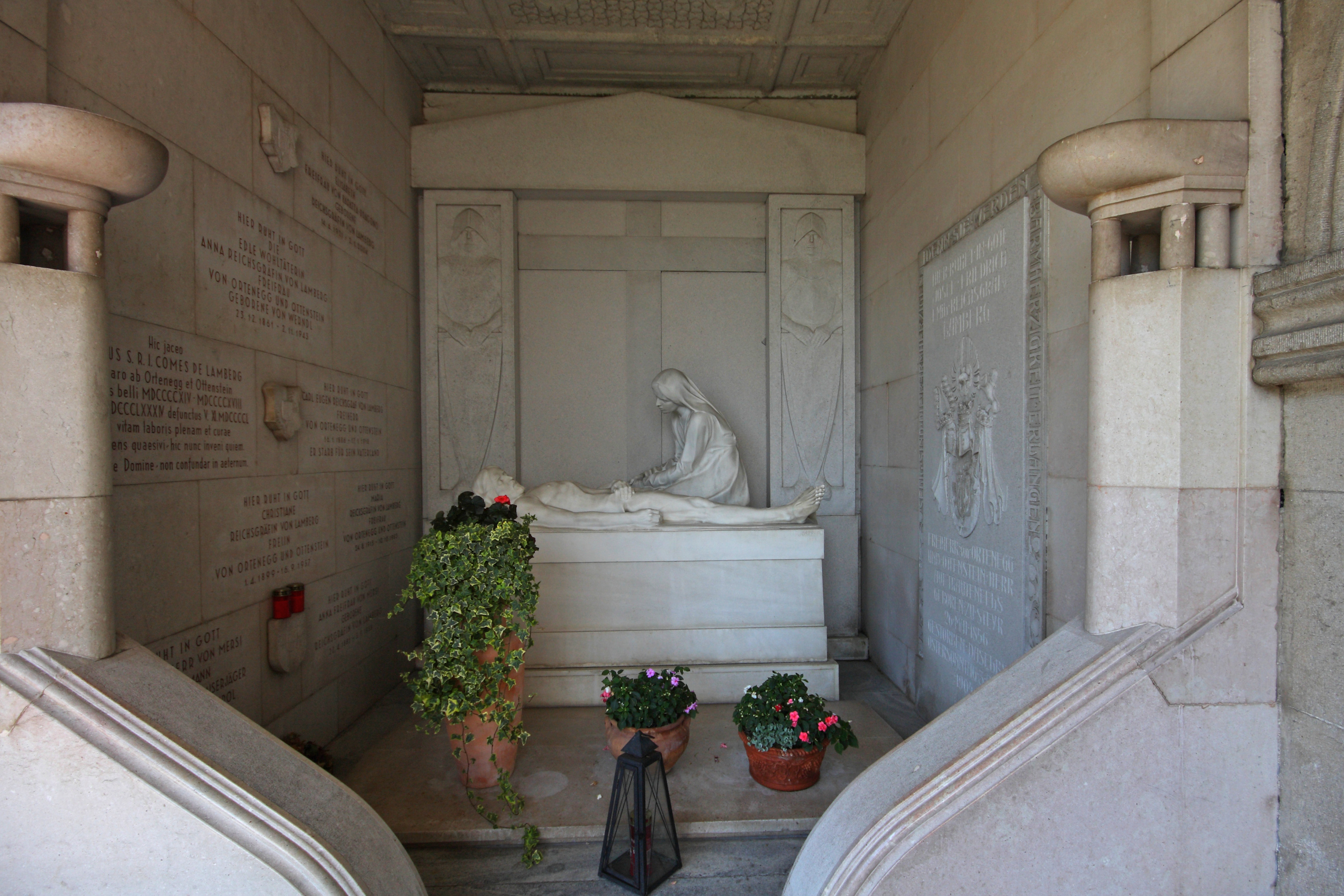
Lambergsche Grufthalle
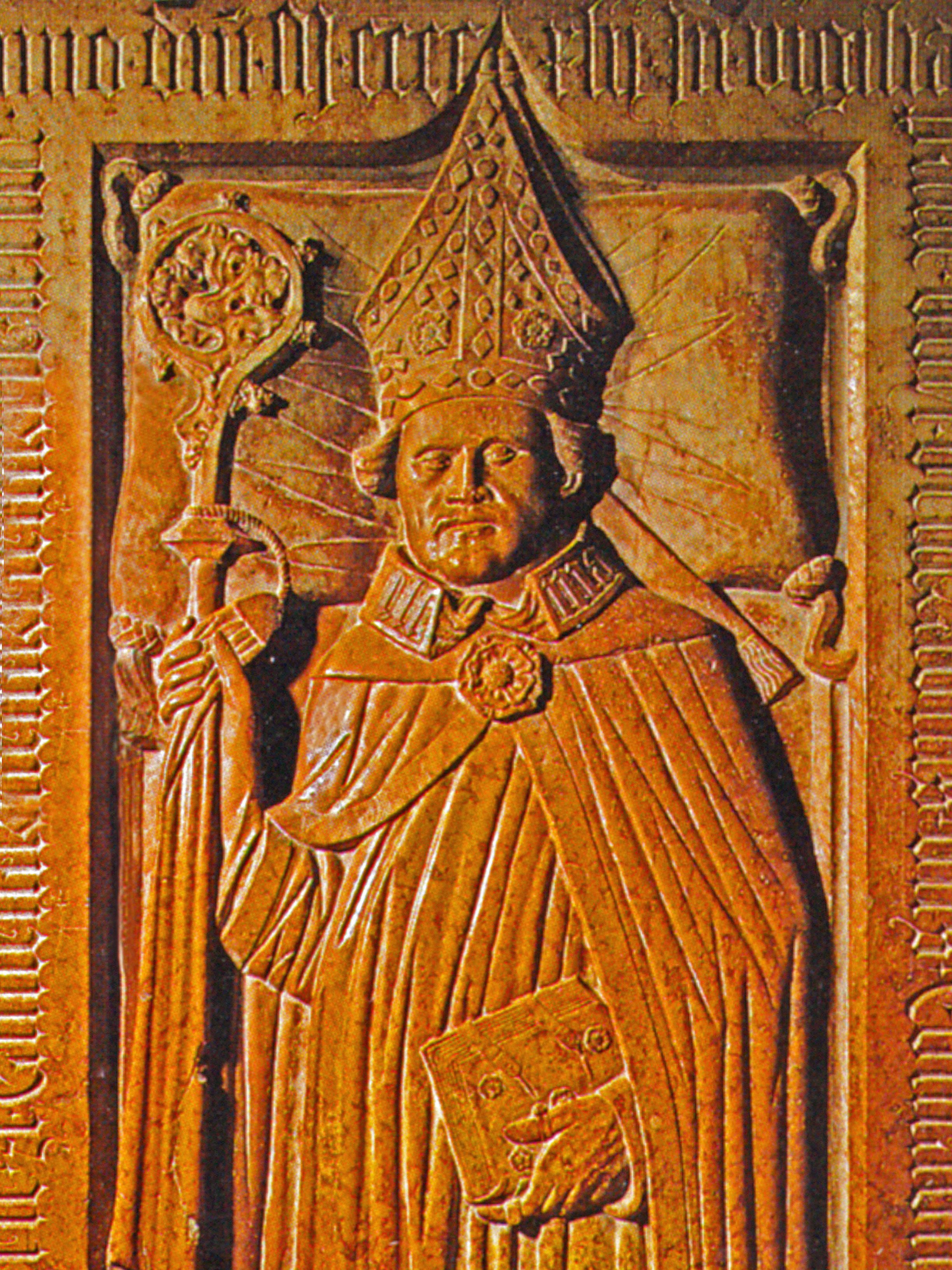
Grabstein des Konrad Zeidler

Pürgg war als Eigenkirche des Landesfürsten gegründet worden, der dem Geschlecht der Traungauer, den Markgrafen der Steiermark, angehörte. Es entstand aber bald eine unabhängige Pfarrei, die im Hochmittelalter sehr mächtig war und von Aussee bis Liezen reichte. Die Pfarrer waren zugleich Grundherren und spielten oft eine weit über die Pfarre hinausreichende Rolle, wobei sie sich dann zuhause von Vikaren vertreten ließen. Der Bekannteste dürfte Konrad Zeidler († 1442) gewesen sein, der das Amt des Kanzlers am Hofe Friedrich III. bekleidete, als dieser König war. Er war außerdem Dompropst von St. Stephan in Wien und Dompfarrer in Graz. Sein Grabstein steht im südlichen Seitenschiff.

## Baubeschreibung
Die Georgskirche ist ein weiß verputzter Bau mit Schindelbedachung. Der wuchtige quadratische Turm an der Westseite besitzt etwa die Breite des Mittelschiffes und trägt ein Pyramidendach.
Das Mittelschiff umfasst drei Joche, die durch kannelierte Pfeiler gegliedert sind und von denen das westliche von der Orgelempore eingenommen wird. Das Mittelschiff wird von zwei schmalen Seitenschiffen begleitet, wobei das nördliche höher als das südliche ist und seit Mitte des 15. Jahrhunderts eine Empore trägt. An das Mittelschiff schließt sich der etwas schmalere Chor an. Dieser weist einen 5/8-Schluss mit äußeren Strebepfeilern auf. Seine drei hohen Spitzbogenfenster tragen originale Verglasungen aus dem zweiten Viertel des 14. Jahrhunderts (rechts), von 1877 und von 1914. 
Die Tür im Westportal der Kirche stammt aus der Romanik. Sie trägt Spiralen aus Schmiedeeisen zur Abwehr böser Geister. Ein weiterer Zugang zur Kirche ist eine Pürgger Besonderheit. Eine allseitig geschlossene Holzbrücke führt vom Pfarrhaus in die Kirche auf der Höhe der Empore über dem nördlichen Seitenschiff mit einem gemauerten Stützpfeiler auf halbem Wege. Von hier aus gelangt man auch zur Turmläutkammer. In ihr wurden 1953 Fresken aus der Zeit um 1300 freigelegt. In zwei umlaufenden Streifen sind Szenen der Passion Christi und aus dem Leben der heiligen Katharina dargestellt, weshalb der Raum auch Katharinenkapelle heißt.

## Ausstattung
Am Hauptaltar besteht die gotische Mensa mit Maßwerk an der Rückseite aus rotem Marmor. Den Aufsatz aus Tabernakel und Säulenbaldachin schuf 1793/1794 der Mitterndorfer Künstler Johann Fortschegger (1743–1827). Von ihm stammt auch die klassizistische Kanzel  mit dem Thema des Sämanns. Der Kanzel gegenüber hängt ein großes Kruzifix vom Ende des 16. Jahrhunderts. Aus dem 18. Jahrhundert stammen die qualitätvollen Heiligen- und Märtyrerfiguren an den Säulen des Mittelschiffs. Es stehen sich Johannes Nepomuk und Franz Xaver sowie Barbara und Katharina gegenüber.

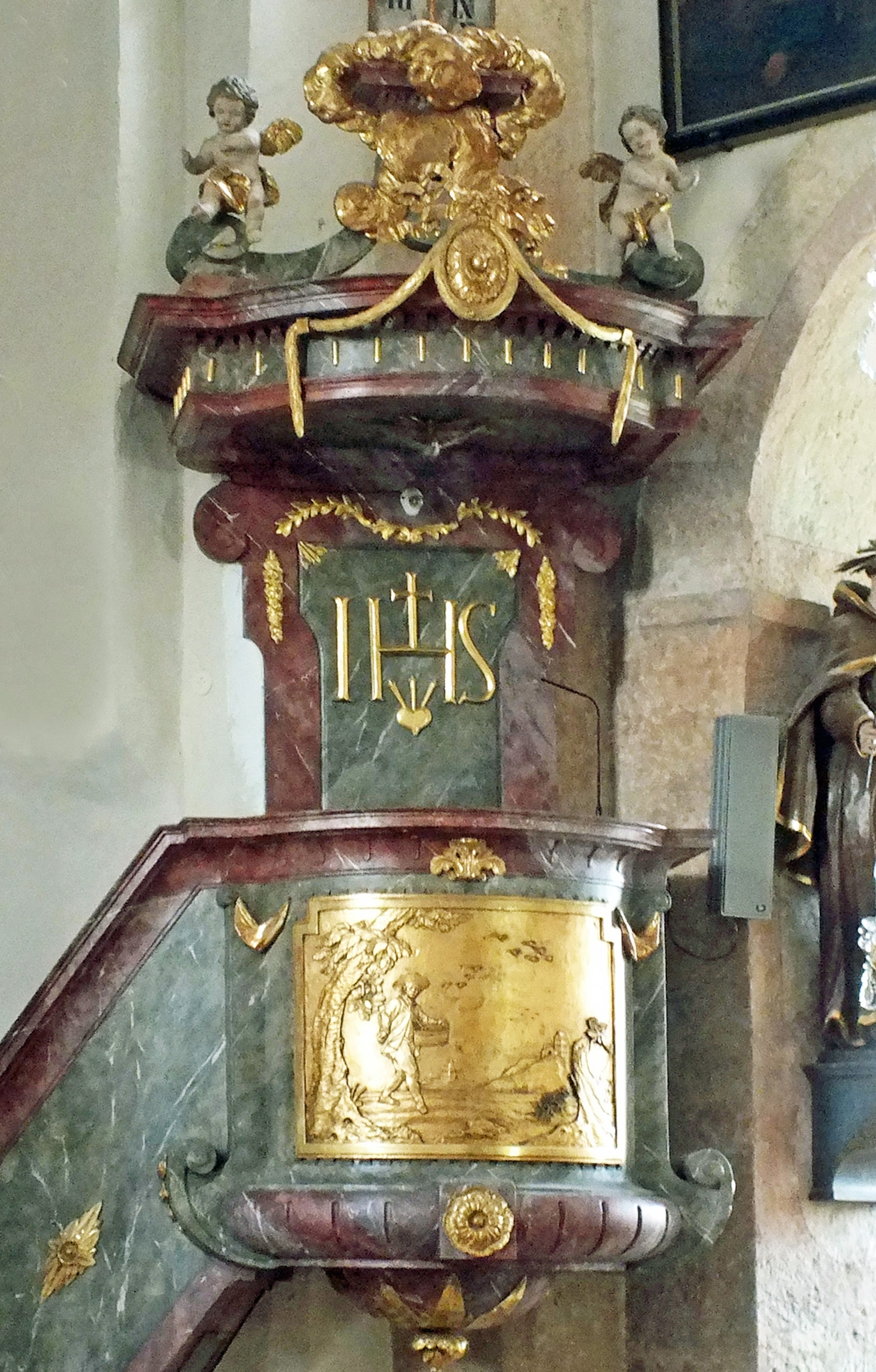
Die Kanzel (1793/94)
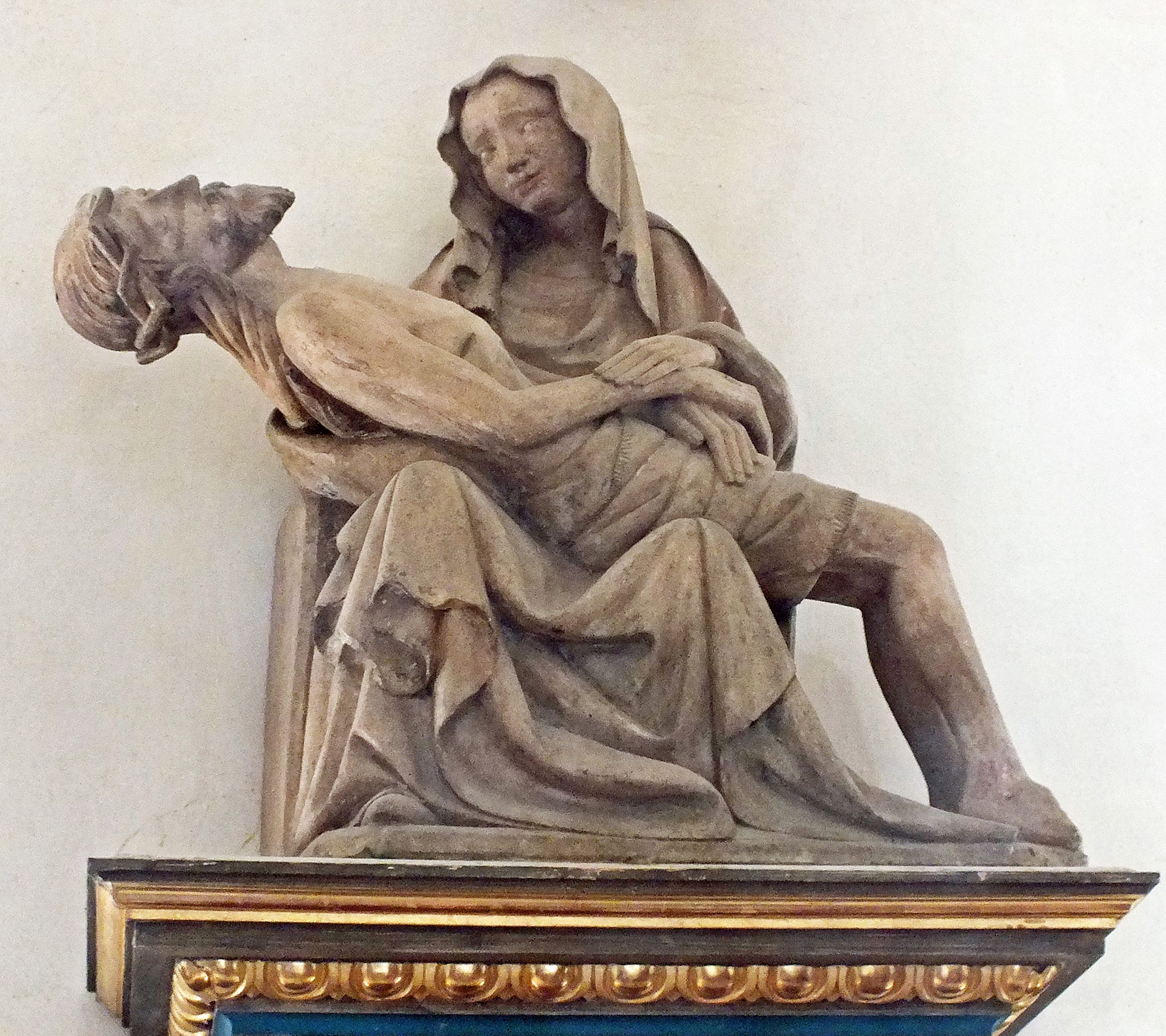
Pietà (1425)
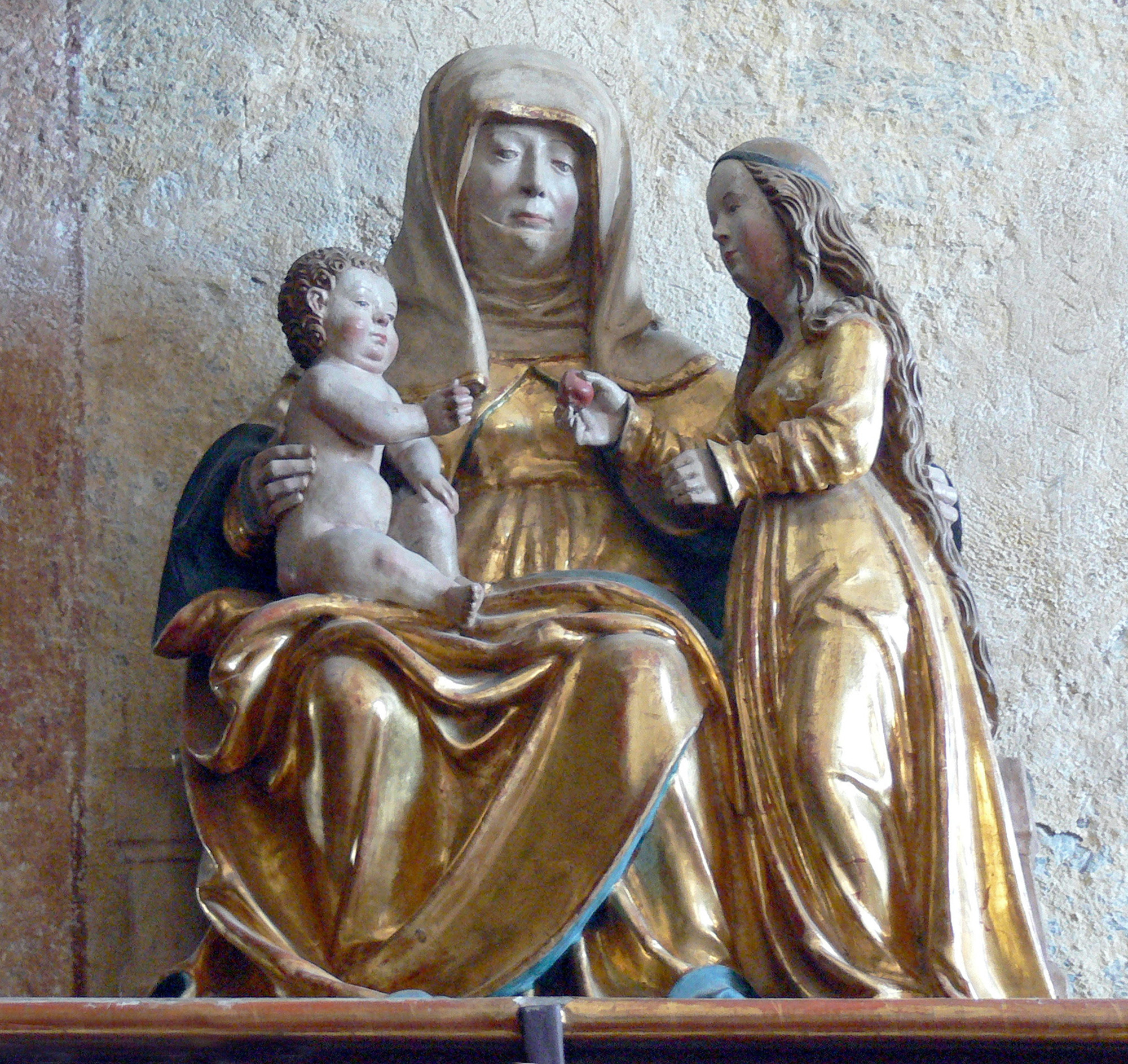
Anna selbdritt (um 1520)
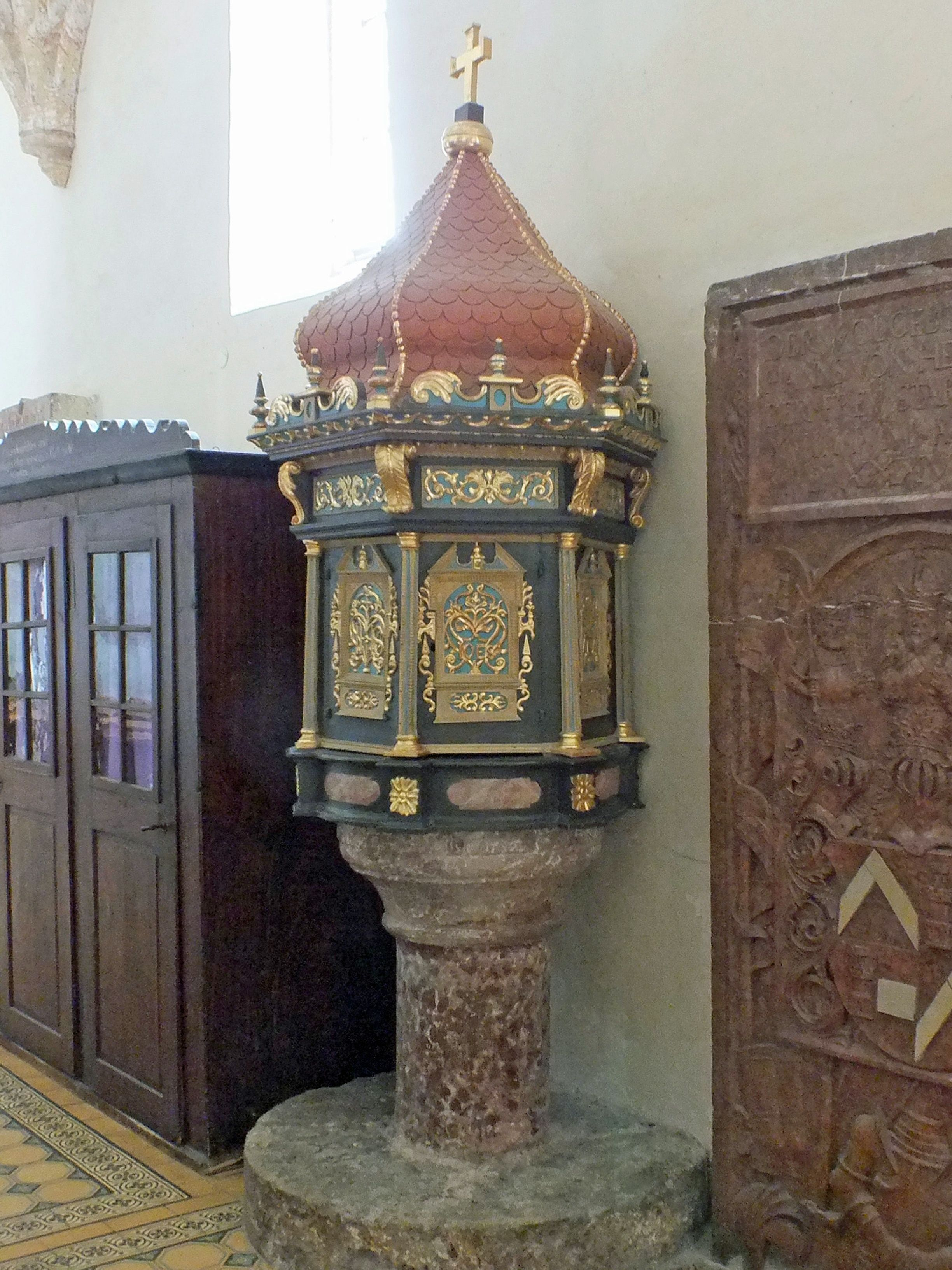
Das gotische Taufbecken

Im südlichen Seitenschiff ist der Altar in der kleinen romanischen Apsis dem Franz Xaver geweiht. Neben weiteren Heiligen-Skulpturen fällt eine in Steingusstechnik gefertigte Pietà von 1425 auf. Die Figurengruppe Anna selbdritt von etwa dem Jahr 1520 stammt von dem oberösterreichischen Bildschnitzer Leonhart Astl. Ein gotisches Taufbecken mit einer Datierung von 1483 am Sockel hat einen geschnitzten Aufsatz aus der zweiten Hälfte des 17. Jahrhunderts. 
Im Altar von 1697 im nördlichen Seitenschiff wird der heilige Alexius verehrt. Auf der Empore des nördlichen Seitenschiffs befindet sich eine Liebfrauenkapelle mit einem Marienaltar aus dem 17. Jahrhundert. An der Emporenbrüstung, dem Mittelschiff zugewandt, stellt eine Porträtbüste unter einem steinernen Baldachin einen jungen Kleriker dar, vermutlich Konrad Zeidler. Rechts und links halten Löwen zwei Wappen, den Bindenschild der Babenberger und den Steirischen Panther, der zuerst bei den Traungauern auftauchte.

### Orgel
1793 erhielt die Kirche eine Orgel. Sie war einige Jahre zuvor von Nikolaus Rummel dem Älteren (1708–1794) für die Pfarrkirche in St. Peter in der Au (Niederösterreich) gebaut worden. Da sie sich für diese Kirche als zu klein erwies, überführte sie der Steyrer Orgelbauer Peter Hötzel unter Hinzufügung sechs weiterer Register nach Pürgg. Nach mehreren Reparaturen und Umbauten lautet die jetzige Disposition des Instruments nach der Generalsanierung von Orgelbau M. Walcker-Mayer 1996:

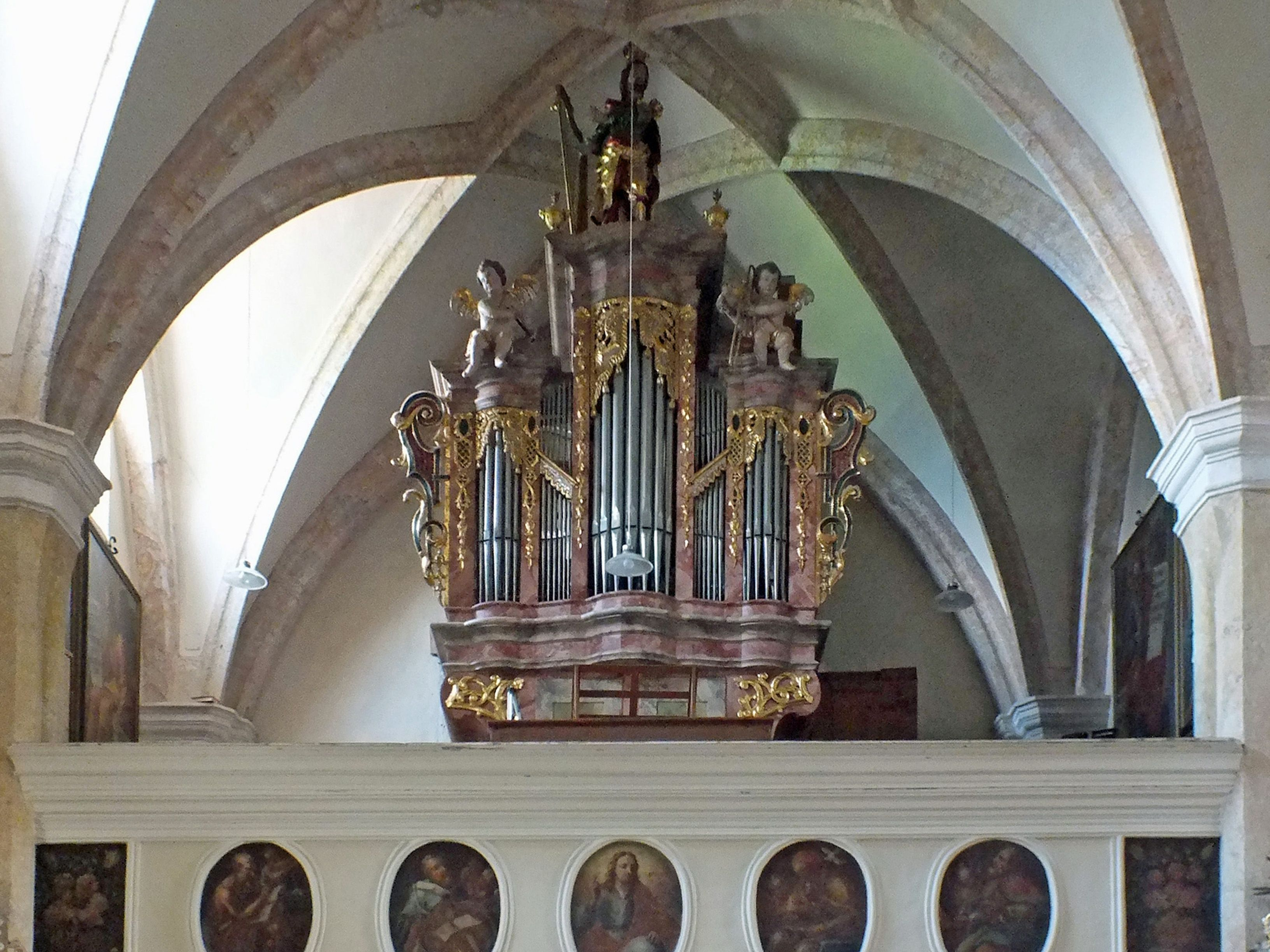
Die Orgel

| Manual C–c2 |           |       |
| 1.          | Bordun    | 16′   |
| 2.          | Gedeckt   | 8′    |
| 3.          | Prinzipal | 8′    |
| 4.          | Hohlflöte | 8′    |
| 5.          | Gamba     | 8′    |
| 6.          | Prinzipal | 4′    |
| 7.          | Flöte     | 4′    |
| 8.          | Quint     | 2 ⁄3′ |
| 9.          | Oktav     | 2′    |
| 10.         | Mixtur    | 1 ⁄3′ |

| Pedal C–d1 |           |     |
| 11.        | Subbass   | 16′ |
| 12.        | Violon    | 16′ |
| 13.        | Oktavbass | 8′  |

- Koppel: Manual/Pedal

### Glocken
Der Kirchturm enthält eine 1700 datierte Glocke des Grazer Glockengießers Florentin Streckfuß.